# استیون ووزنیک
استیون ووزنیک (انگلیسی: Steven Woznick؛ زادهٔ ۱۴ اکتبر ۱۹۴۹) دوچرخه‌سوار اهل ایالات متحده آمریکا است. وی در بازی‌های المپیک تابستانی ۱۹۷۲ شرکت کرده است.